# Кокси (Юкаменский район)
Кокси — деревня в Юкаменском районе Удмуртии. Входит в состав Засековского сельского поселения.

## География
Деревня расположена на северо-западе республики на расстоянии примерно в 10 километрах по прямой к северо-востоку от районного центра Юкаменского.
Часовой пояс
Деревня Кокси как и вся Удмуртия, находится в часовой зоне МСК+1. Смещение применяемого времени относительно UTC составляет +4:00.

## Население
| 2010 | 2012 |
| ---- | ---- |
| 35   | ↗36  |

Национальный состав
Согласно результатам переписи 2002 года, бесермяне составляли 43 % из 51 чел..